# Marcos Andrés López
Marcos Andrés López (n. Cuenca, Ecuador; 4 de febrero de 1993) es un futbolista ecuatoriano. Juega de defensa y equipo actual es Deportivo Cuenca de la Serie A de Ecuador. 

## Trayectoria

### Inicios
Marcos Andrés López se inició en la Escuela Brasil del cantón Gualaceo un equipo barrial, a sus 11 años ya formó parte de Gualaceo Sporting Club, el cual posteriormente cedió su pase a un reconocido club de esa ciudad, el Gualaceo "B".

### Deportivo Cuenca
Gracias a sus buenas aptitudes y destacadas participaciones, el Deportivo Cuenca, equipo de la Serie A de Ecuador lo incorporó a sus filas inferiores a los trece años. A los 17 años participó en la formación del equipo de primera división del Deportivo Cuenca frente a uno de los más distinguidos equipos del país. López Cabrera debutó en la Serie A de Ecuador con el director técnico Luis Soler ante el equipo Club Deportivo El Nacional. Su primer partido completo fue frente al Barcelona Sporting Club. En esa campaña fue uno de los jugadores más estables en la lista titular del equipo.
Sus buenas actuaciones lo llevaron en varias ocasiones a formar parte de la selección de fútbol sub-20 de Ecuador, en la cual se destacó en sus últimos encuentros en el Campeonato Sudamericano de Fútbol Sub-20 de 2013.
En 2023 se concretó su vuelta al equipo morlaco como refuerzo en calidad de jugador libre.

### Universidad Católica
En 2016 llegó a la Universidad Católica de Quito, con el equipo capitalino disputó Copa Libertadores y Sudamericana. Se consolidó en el equipo titular y esto le valió para ser convocado a la selección mayor para disputar algunos partidos amistosos. En diciembre de 2021 dejó el cuadro camaratta.

### Liga Deportiva Universitaria
El 22 de diciembre de 2021 firmó contrato con Liga Deportiva Universitaria de la Serie A. El vínculo fue por una temporada con opción a renovar tres más. Sin embargo al terminar el torneo 2022 dejó el club tras no renovar su contrato.

## Selección nacional

### Categorías inferiores
Ha sido internacional con la selección de fútbol sub-20 de Ecuador en dos ocasiones. 

#### Participaciones en Sudamericanos
| Campeonato                  | Sede      | Resultado   | Partidos | Goles |
| --------------------------- | --------- | ----------- | -------- | ----- |
| Sudamericano Sub-20 de 2013 | Argentina | Sexto lugar | 5        | 0     |

### Selección absoluta
El 25 de septiembre de 2018 fue convocado por Jorge Célico para jugar los partidos ante Chile y Argentina correspondiente a la última jornada de las eliminatorias a la Copa Mundial Rusia 2018.

#### Participaciones en eliminatorias
| Eliminatorias      | Sede            | Resultado    | Partidos | Goles |
| ------------------ | --------------- | ------------ | -------- | ----- |
| Eliminatorias 2018 | América del Sur | No clasificó | 0        | 0     |

### Partidos internacionales
Actualizado al último partido disputado el 4 de diciembre de 2021.
| Partidos internacionales con la selección | Partidos internacionales con la selección | Partidos internacionales con la selección | Partidos internacionales con la selección | Partidos internacionales con la selección | Partidos internacionales con la selección | Partidos internacionales con la selección |
| --- | ----------------------------------------- | ----------------------------------------- | ----------------------------------------- | ----------------------------------------- | ----------------------------------------- | ----------------------------------------- |
| \| N.° \| Fecha \| Ciudad \| Rival \| Resultado \| Resultado \| Competencia \| \| --- \| ----------------------- \| --------- \| ----------- \| --------- \| --------- \| ----------- \| \| 1. \| 5 de septiembre de 2019 \| Harrison \| Perú \| 0-1 \| Derrota \| Amistoso \| \| 2. \| 13 de octubre de 2019 \| Elche \| Argentina \| 1-6 \| Derrota \| Amistoso \| \| 3. \| 19 de noviembre de 2019 \| Harrison \| Colombia \| 0-1 \| Derrota \| Amistoso \| \| 4. \| 27 de octubre de 2021 \| Charlotte \| México \| 3-2 \| Victoria \| Amistoso \| \| 5. \| 4 de diciembre de 2021 \| Houston \| El Salvador \| 1-1 \| Empate \| Amistoso \| |                                           |                                           |                                           |                                           |                                           |                                           |
| N.° | Fecha                                     | Ciudad                                    | Rival                                     | Resultado                                 | Resultado                                 | Competencia                               |
| 1. | 5 de septiembre de 2019                   | Harrison                                  | Perú                                      | 0-1                                       | Derrota                                   | Amistoso                                  |
| 2. | 13 de octubre de 2019                     | Elche                                     | Argentina                                 | 1-6                                       | Derrota                                   | Amistoso                                  |
| 3. | 19 de noviembre de 2019                   | Harrison                                  | Colombia                                  | 0-1                                       | Derrota                                   | Amistoso                                  |
| 4. | 27 de octubre de 2021                     | Charlotte                                 | México                                    | 3-2                                       | Victoria                                  | Amistoso                                  |
| 5. | 4 de diciembre de 2021                    | Houston                                   | El Salvador                               | 1-1                                       | Empate                                    | Amistoso                                  |

## Estadísticas

### Clubes
Actualizado al último partido disputado el 18 de agosto de 2025.
| Club                                   | Div.                | Temporada           | Liga  | Liga  | Copas nacionales | Copas nacionales | Copas internacionales | Copas internacionales | Total | Total |
| Club                                   | Div.                | Temporada           | Part. | Goles | Part.            | Goles            | Part.                 | Goles                 | Part. | Goles |
| -------------------------------------- | ------------------- | ------------------- | ----- | ----- | ---------------- | ---------------- | --------------------- | --------------------- | ----- | ----- |
| Deportivo Cuenca · Ecuador             | 1.ª                 | 2010                | 12    | 1     | Inexistentes     | Inexistentes     | Inexistentes          | Inexistentes          | 12    | 1     |
| Deportivo Cuenca · Ecuador             | 1.ª                 | 2011                | 44    | 3     | Inexistentes     | Inexistentes     | Inexistentes          | Inexistentes          | 44    | 3     |
| Deportivo Cuenca · Ecuador             | 1.ª                 | 2012                | 41    | 1     | Inexistentes     | Inexistentes     | Inexistentes          | Inexistentes          | 41    | 1     |
| Deportivo Cuenca · Ecuador             | 1.ª                 | 2013                | 40    | 2     | Inexistentes     | Inexistentes     | Inexistentes          | Inexistentes          | 40    | 2     |
| Deportivo Cuenca · Ecuador             | 1.ª                 | 2014                | 42    | 4     | Inexistentes     | Inexistentes     | Inexistentes          | Inexistentes          | 42    | 4     |
| Deportivo Cuenca · Ecuador             | 1.ª                 | 2015                | 43    | 0     | Inexistentes     | Inexistentes     | Inexistentes          | Inexistentes          | 43    | 0     |
| Universidad Católica · Ecuador         | 1.ª                 | 2016                | 44    | 1     | Inexistentes     | Inexistentes     | 2                     | 0                     | 46    | 1     |
| Universidad Católica · Ecuador         | 1.ª                 | 2017                | 43    | 6     | Inexistentes     | Inexistentes     | 4                     | 0                     | 47    | 6     |
| Universidad Católica · Ecuador         | 1.ª                 | 2018                | 44    | 6     | 0                | 0                | 0                     | 0                     | 44    | 6     |
| Universidad Católica · Ecuador         | 1.ª                 | 2019                | 31    | 1     | 1                | 0                | 6                     | 0                     | 38    | 1     |
| Universidad Católica · Ecuador         | 1.ª                 | 2020                | 24    | 2     | 0                | 0                | 2                     | 0                     | 26    | 2     |
| Universidad Católica · Ecuador         | 1.ª                 | 2021                | 20    | 1     | 0                | 0                | 4                     | 0                     | 24    | 1     |
| Universidad Católica · Ecuador         | Total club          | Total club          | 206   | 17    | 1                | 0                | 18                    | 0                     | 225   | 17    |
| Liga Deportiva Universitaria · Ecuador | 1.ª                 | 2022                | 17    | 0     | 2                | 0                | 5                     | 1                     | 24    | 1     |
| Liga Deportiva Universitaria · Ecuador | Total club          | Total club          | 17    | 0     | 2                | 0                | 5                     | 1                     | 24    | 1     |
| Deportivo Cuenca · Ecuador             | 1.ª                 | 2023                | 30    | 1     | 0                | 0                | 1                     | 0                     | 31    | 1     |
| Deportivo Cuenca · Ecuador             | 1.ª                 | 2024                | 28    | 0     | 2                | 0                | 1                     | 0                     | 31    | 0     |
| Deportivo Cuenca · Ecuador             | 1.ª                 | 2025                | 21    | 0     | 0                | 0                | Inexistentes          | Inexistentes          | 21    | 0     |
| Deportivo Cuenca · Ecuador             | Total club          | Total club          | 301   | 12    | 2                | 0                | 2                     | 0                     | 305   | 12    |
| Total en su carrera                    | Total en su carrera | Total en su carrera | 524   | 29    | 5                | 0                | 25                    | 1                     | 554   | 30    |
| 1. 2.                                  |                     |                     |       |       |                  |                  |                       |                       |       |       |

## Palmarés

### Distinciones individuales
| Distinción                                    | Año  |
| --------------------------------------------- | ---- |
| 11 ideal del Campeonato Ecuatoriano de Fútbol | 2018 |